# Amphoe Thong Pha Phum
Thong Pha Phum (ทองผาภูมิ) est un district (Amphoe) situé dans la province de Kanchanaburi, dans l'ouest de la Thaïlande.
Le district est divisé en 7 tambon et 44 muban. Il comprenait près de 63 000 habitants en 2005.